# Trek
Trek Bicycle Corporation er en amerikansk producent af cykler og cykeldele. Firmaet blev grundlagt i 1975, og har hovedkvarter i Waterloo, Wisconsin.